# Kuniko Miyake
Kuniko Miyake (三宅 邦子, Miyake Kuniko), née le 17 septembre 1916 à Saitama et morte le 4 novembre 1992, est une actrice japonaise. Son vrai nom est Yasu Miura (三浦 やす, Miura Yasu).

## Biographie
Kuniko Miyake a tourné dans plus de 180 films entre 1934 et 1991.

## Filmographie partielle
- 1934 : Yume no sasayaki (夢のさゝやき?) de Yoshinobu Ikeda
- 1935 : Les Coquelicots (虞美人草, Gubijinsō?) de Kenji Mizoguchi
- 1935 : Le Fardeau de la vie (人生のお荷物, Jinsei no onimotsu?) de Heinosuke Gosho

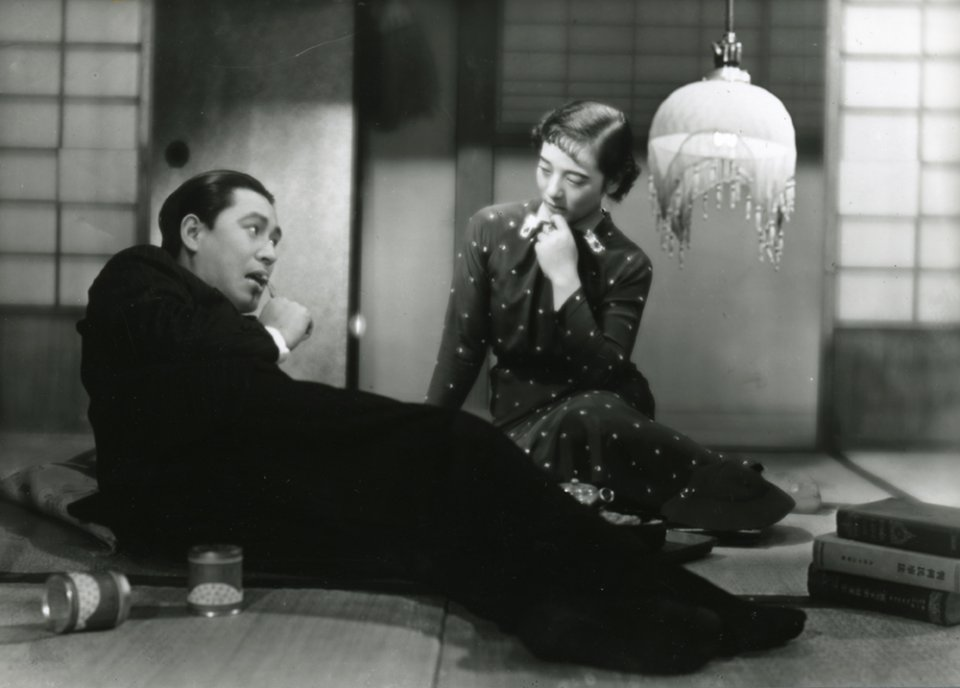
Shin Saburi et Kuniko Miyake dans Les Trois Prétendants (1937).

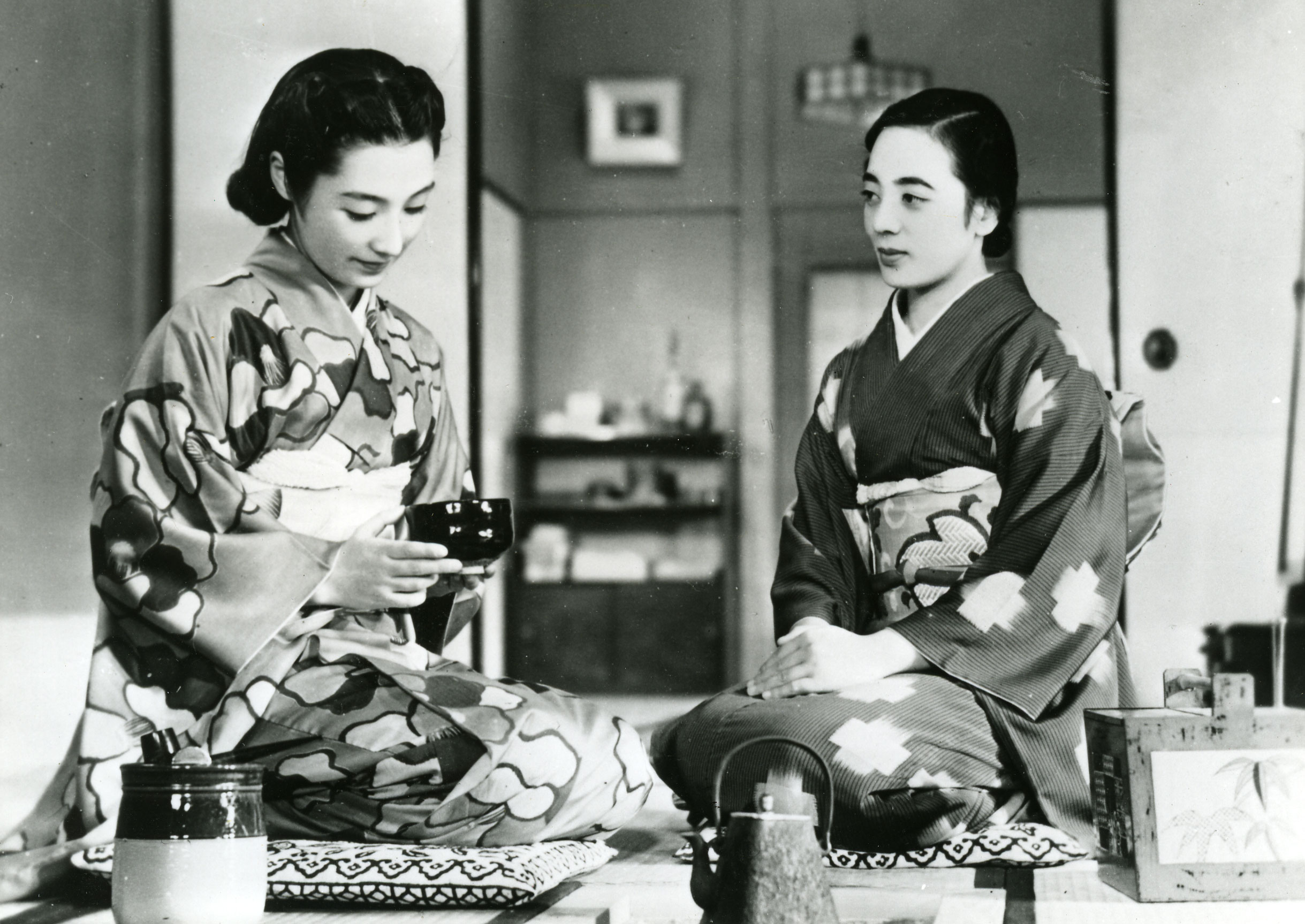
Mieko Takamine et Kuniko Miyake dans Les Frères et Sœurs Toda (1941).

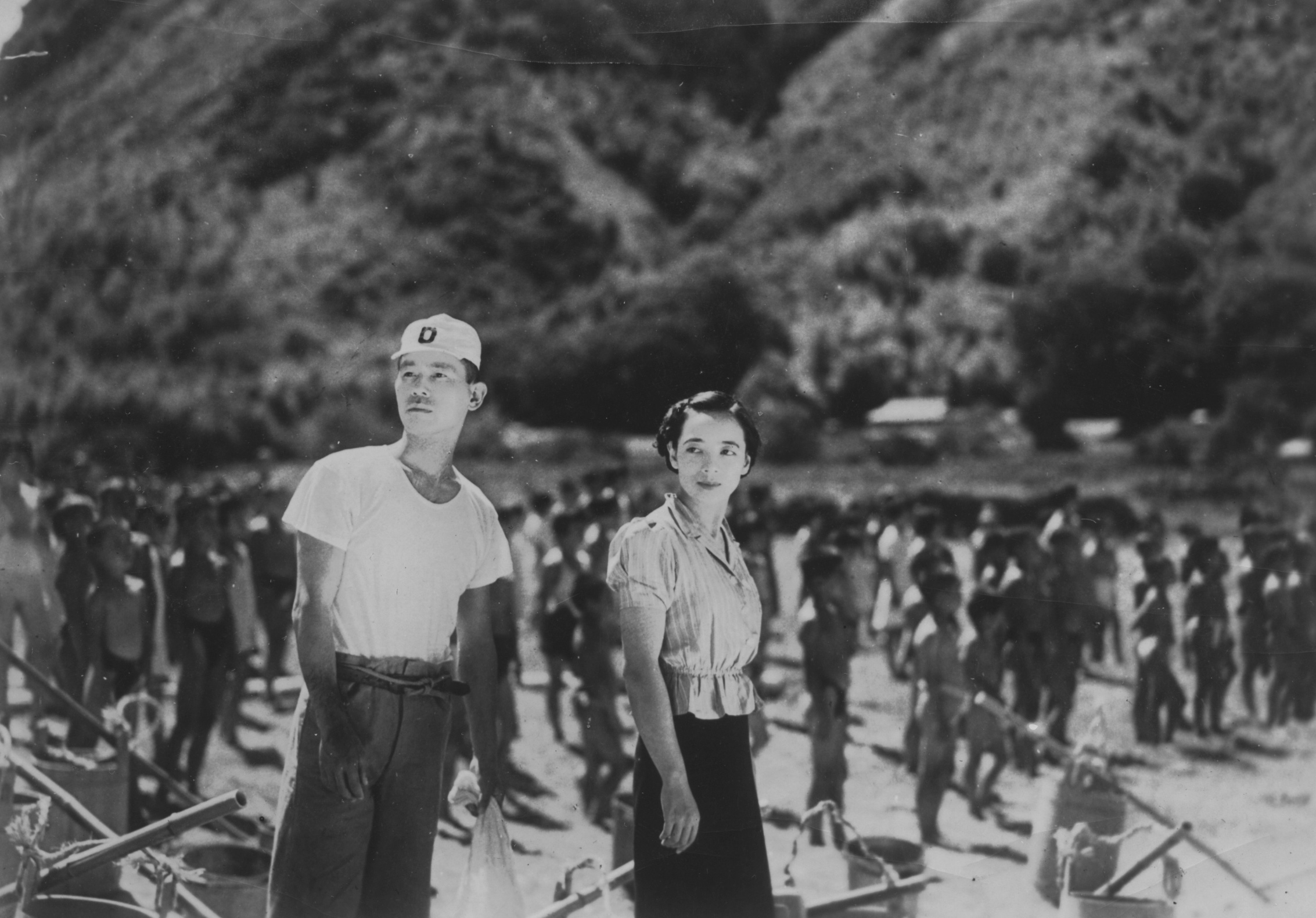
Chishū Ryū et Kuniko Miyake dans La Tour d'introspection (1941).

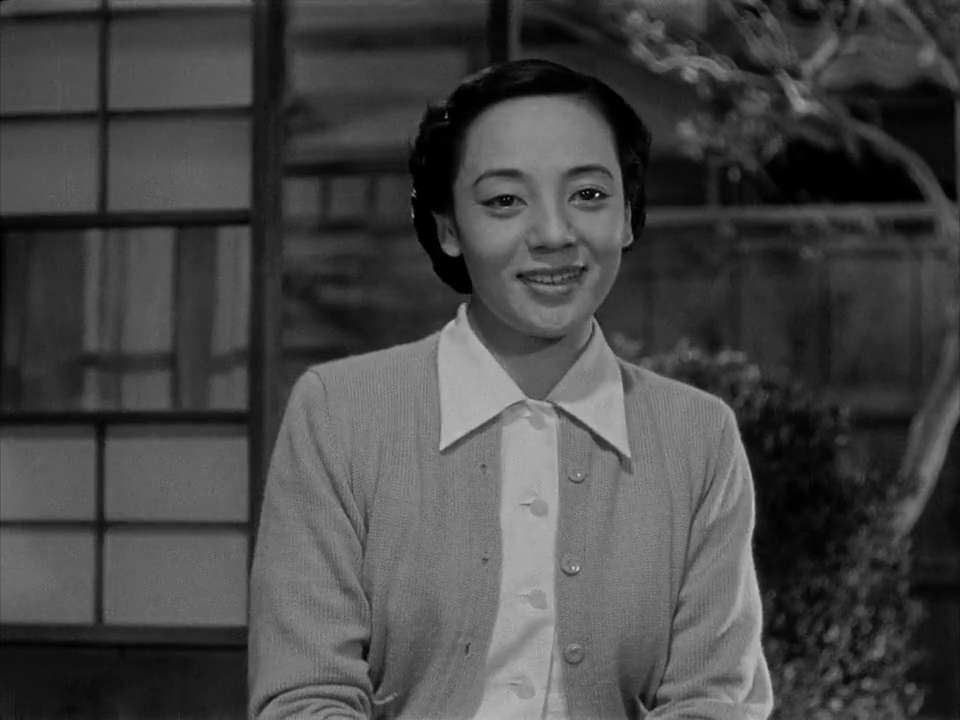
Kuniko Miyake dans Été précoce (1951).

- 1937 : Les Trois Prétendants (婚約三羽烏, Konyaku sanbagarasu?) de Yasujirō Shimazu : Junko
- 1939 : La Détermination d’Okayo (お加代の覚悟, Okayo no kakugo?) de Yasujirō Shimazu
- 1941 : Les Frères et Sœurs Toda (戸田家の兄妹, Todake no kyodai?) de Yasujirō Ozu : Kazuko
- 1941 : La Tour d'introspection (みかへりの搭, Mikaeri no tō?) de Hiroshi Shimizu : Mlle Natsumura
- 1948 : Le Portrait (肖像, Shōzō?) de Keisuke Kinoshita : Kumiko
- 1949 : Printemps tardif (晩春, Banshun?) de Yasujirō Ozu
- 1949 : Flamme de mon amour (我が恋は燃えぬ, Waga koi wa moenu?) de Kenji Mizoguchi
- 1950 : La Bataille de roses (薔薇合戦, Bara gassen?) de Mikio Naruse : Masago Satomi
- 1951 : Été précoce (麦秋, Bakushu?) de Yasujirō Ozu
- 1951 : Carmen revient au pays (カルメン故郷に帰る, Karumen kokyō ni kaeru?) de Keisuke Kinoshita
- 1952 : Le Goût du riz au thé vert (お茶漬の味, Ochazuke no aji?) de Yasujirō Ozu
- 1953 : L'Oie sauvage (雁, Gan?) de Shirō Toyoda
- 1953 : Voyage à Tokyo (東京物語, Tokyo monogatari?) de Yasujirō Ozu
- 1956 : Printemps précoce (早春, Soshun?) de Yasujirō Ozu
- 1956 : Les Enfants qui ont besoin d'une mère (母を求める子等, Haha o motomeru kora?) de Hiroshi Shimizu
- 1957 : Escapade au Japon (Escapade in Japan) d'Arthur Lubin
- 1957 : Jeune fille sous le ciel bleu (青空娘, Aozora Musume?) de Yasuzō Masumura : Machiko Mimura
- 1959 : Bonjour (お早う, Ohayo?) de Yasujirō Ozu
- 1960 : Fin d'automne (秋日和, Akibiyori?) de Yasujirō Ozu
- 1961 : Les Sœurs encombrantes (うるさい妹たち, Urusai imōtotachi?) de Yasuzō Masumura
- 1962 : Le Goût du saké (秋刀魚の味, Sanma no aji?) de Yasujirō Ozu
- 1963 : Wakai Tōkyō no yane no shita (若い東京の屋根の下?) de Buichi Saitō
- 1967 : Sodachi zakari (育ちざかり?) de Shirō Moritani
- 1968 : Ama kuzure (尼くずれ?) de Kazuo Ikehiro
- 1968 : Hebi musume to hakuhatsuma (蛇娘と白髪魔?) de Noriaki Yuasa
- 1969 : Chō kōsō no akebono (超高層のあけぼの?) de Hideo Sekigawa
- 1974 : Mamushi no kyōdai: futari awasete sanjuppan (まむしの兄弟・二人合わせて30犯?) d'Eiichi Kudō
- 1983 : Les Quatre Sœurs Makioka (細雪, Sasame-yuki?) de Kon Ichikawa : tante Tominaga
- 1986 : Gonza le lancier (鑓の権三, Yari no Gonza?) de Masahiro Shinoda : la femme d'Iwaki
- 1991 : Jusqu'au bout du monde (Bis ans Ende der Welt) de Wim Wenders : Mrs. Mori